# Tha Eastsidaz
Tha Eastsidaz je hip hop sastav koji su formirali Snoop Dogg, Lil' C-Style i Techniec.

## Diskografija

### Studijski albumi
- Snoop Dogg Presents Tha Eastsidaz (2000.)
- Duces 'n Trayz: The Old Fashioned Way (2001.)

### Ostali albumi
- Gang Bang Music (2003.)
- Free Tray Deee...Vol 1 (2005.)
- Statues & Limitations (otkazano)
- IV Life Records & Tha Eastsidaz: Duces's, Trays's and 4's (2005.) (otkazano)[1]

## Gostujuće izvedbe
- Doggy's Angels — Pleezbaleevit! (2000.)
  - 03. – "Game to Get Over" (producent DJ Battlecat)
- Various — WWF Aggression (2000.)
  - 07. – "Big Red Machine" (producent Rashad Coes)
- Snoop Dogg — Tha Last Meal (2000.)
  - 09. – "Lay Low" (producent Dr. Dre)
- Various — Bones (soundtrack) (2001.)
  - 11. – "If You Came Here to Party" (producent Warren G)
- Ruff Ryders — Ryde or Die Vol.3 (2001.)
  - 06. – "Eastside Ryders" (producent Swizz Beatz)
- Nate Dogg — Music & Me (2001.)
  - 12. – "Ditty Dum Ditty Doo" (producent Fredwreck)
- Snoop Doggy Dogg — Death Row: Snoop Doggy Dogg at His Best (2001.)
  - 09. – "Eastside" (producent L.T. Hutton)

## Nagrade
- Osvojili 2000. Source Awards : Nova grupa godine.

## Vanjske poveznice
- Intervju - Tha Eastsidaz  Arhivirana inačica izvorne stranice od 3. svibnja 2006. (Wayback Machine)